# Tarasie al Constantinopolului
Tarasie (în greacă Ἅγιος Ταράσιος, transliterat: Agios Tarasios; n. 730 d.Hr., Constantinopol, Imperiul Roman de Răsărit – d. 25 februarie 806 d.Hr., Constantinopol, Imperiul Roman de Răsărit) a fost patriarhul ecumenic al Constantinopolului de la 25 decembrie 784 până la moartea sa, la 25 februarie 806. A condus opoziția împotriva iconoclasmului și a fost canonizat de Biserica Ortodoxă, fiind prăznuit ca sfânt în ziua de 25 februarie.

## Biografie

### Contextul alegerii sale
Tarasie s-a născut în prima jumătate a secolului al VIII-lea într-o familie creștină de neam ales și a crescut în orașul Constantinopol. Părinții săi se numeau Gheorghios și Eukratia. Fiu al unui prefect al cetății, el era înrudit cu familii importante, inclusiv cu cea a viitorului patriarh Fotie cel Mare. Tarasie a urmat cariera tatălui său în administrația laică a imperiului: a îndeplinit funcții publice înalte și a ajuns la rangul de senator, devenind în cele din urmă secretar imperial (asekretis) al împăratului Constantin al VI-lea și al mamei sale, împărăteasa regentă Irina.
A trăit într-o perioada tulburărilor iconoclaste și a fost inițial iconoclast, slujindu-i cu fidelitate pe împărații iconoclaști, precum Constantin al V-lea, dar mai târziu s-a căit, a demisionat și s-a retras la o mănăstire, primind schima cea mare a călugăriei. Patriarhul Pavel al IV-lea al Constantinopolului a demisionat la 31 august 784 pe motiv de boală și s-a retras la o mănăstire, refuzând să se întoarcă pe tronul patriarhal, și a murit în decembrie 784. Există presupunerea că el l-ar fi recomandat împărătesei Irina pe Tarasie ca succesor pe tronul patriarhal. Împărăreasa regentă Irina a convocat în decembrie 784 la Palatul Magnaura o adunare populară, la care au participat reprezentanți ai populației capitalei, pentru a alege persoana cea mai potrivită ca patriarh. Reprezentanții populației l-au considerat pe Tarasie drept cel mai potrivit candidat.
Deoarece a dovedit atât simpatii iconodule, cât și dorința de a respecta poruncile imperiale atunci când acestea nu erau contrare credinței ortodoxe, Tarasie a fost ales patriarh al Constantinopolului în decembrie 784 de către împărăteasa regentă Irina, care dorea să pună capăt tulburărilor bisericești și să restabilească dogma cinstirii icoanelor. Tarasie era laic la vremea alegerii sale ca patriarh, dar, cu toate acestea, la fel ca toți cetățenii bizantini educați, avea bune cunoștințe teologice; alegerea unor laici pregătiți ca episcopi nu era un eveniment nemaiauzit în istoria Bisericii.
Tarasie a ținut un discurs în care a declarat că nu se simte demn să ocupe acest post și a spus că ar fi dispus să accepte alegerea sa cu condiția restabilirii unității bisericești cu Biserica Apuseană Romană și cu Bisericile vechi orientale și a convocării unui sinod ecumenic pentru restabilirea cultului icoanelor. Împărăteasa și majoritatea reprezentanților populației au fost de acord cu aceste condiții. Pentru a deveni eligibil pentru rangul de patriarh, Tarasie a fost hirotonit în mod corespunzător în treptele de diacon și preot, înainte de a fi consacrat episcop. El a fost înscăunat patriarh în ziua de 25 decembrie 784.

### Sinodul al VII-lea Ecumenic

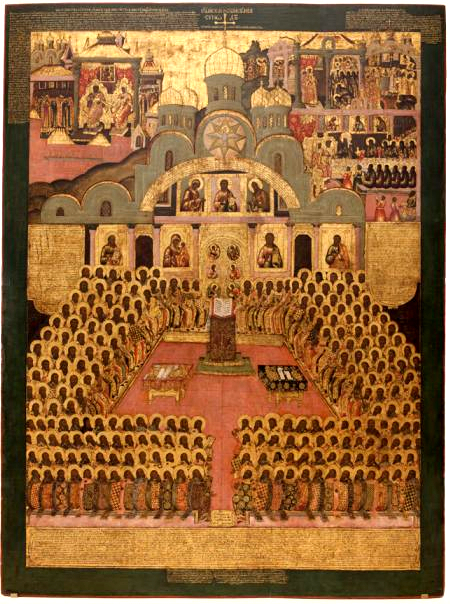
Icoana Sinodului al VII-lea Ecumenic (secolul al XVII-lea, Mănăstirea Novodevici, Moscova)

Înainte de a accepta să fie numit în rangul de patriarh, Tarasie a cerut și a obținut promisiunea că venerarea icoanelor va fi restabilită în biserică. El a încercat să îmbunătățească relațiile bisericești cu Roma și a convins-o în acest scop pe împărăteasa Irina să-i scrie în anul 785 papei Adrian I, invitându-l să trimită delegați care să ia parte la un nou sinod ecumenic ce urma să aibă loc la Constantinopol și să respingă erezia iconoclastă. Papa a fost de acord să trimită delegați, deși a dezaprobat numirea unui laic în rangul de patriarh, contrar normelor canonice; el a decis totuși să-l recunoască pe Tarasie ca patriarh, cunoscându-i opiniile ortodoxe în chestiunile religioase.
Prin înțelegere cu papa și cu Curtea imperială, patriarhul Tarasie a convocat un nou sinod ecumenic.  Sinodul s-a întrunit la 17 august 786 în Biserica „Sfinții Apostoli” din Constantinopol. O trupă de soldați fideli memoriei fostului împărat Constantin al V-lea a pătruns în biserică și i-a împrăștiat pe delegați. Trimișii papali s-au speriat și s-au îmbarcat imediat pe o corabie către Roma. Trupele răzvrătite au fost îndepărtate din oraș, iar sinodul s-a reunit la Niceea în septembrie 787 sub conducerea patriarhului Tarasie. Sinodul, cunoscut sub numele de Al Doilea Sinod de la Niceea, a condamnat iconoclasmul și a aprobat oficial cinstirea icoanelor.
După încheierea sinodului, patriarhul a dus o politică moderată față de foștii iconoclaști, ceea ce a provocat opoziția unui grup de călugări ortodocși condus, printre alții, de Teodor Studitul. Sinodul hotărâse restabilirea în funcții a episcopilor iconoclaști care au acceptat decretele sinodale, iar călugării ultraortodocși se opuneau acestei măsuri. Tarasie a fost acuzat în acest context că a tolerat și încurajat simonia, prin faptul că a permis menținerea după o penitență de un an a episcopilor care își cumpăraseră posturile. Această acuzație a fost negată de patriarh într-o scrisoare trimisă clerului, care condamna, de asemenea, simonia. Călugării nu au fost mulțumiți și au continuat să-l atace pe patriarh. Ulterior, opiniile lui Teodor Studitul s-au îmbunătățit atât cu privire la comportamentul lui Tarasie, cât și a recunoașterii caracterului ecumenic al celui de-al Doilea Sinod de la Niceea.

### Divorțul lui Constantin al VI-lea

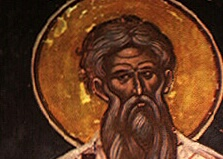
Patriarhul Tarasie reprezentat într-o frescă de un pictor necunoscut

Aproximativ un deceniu mai târziu, Tarasie a fost implicat într-o nouă controversă. La 3 ianuarie 795 împăratul Constantin al VI-lea a anunțat că își repudiază soția, Maria de Amnia, acuzând-o fără a prezenta dovezi că ar fi încercat să-l otrăvească. Chemat la palat, Tarasie l-a prevenit că nu se putea pune problema anulării căsătoriei; discuțiile au fost încinse, iar împăratul chiar și-ar fi scos sabia în fața patriarhului și a însoțitorilor săi, dar Tarasie s-ar fi abținut să reacționeze. În luna septembrie împăratul Costantin s-a căsătorit pentru a doua oară cu Teodota, o fostă slujitoare a Mariei de Amnia și rudă îndepărtată a lui Teodor Studitul, care devenise între timp amanta lui. Patriarhul a refuzat să oficieze slujba cununiei, dar nu l-a împiedicat să o facă pe economul Iosif, egumen al mănăstirii din Catara. Relațiile împăratului cu patriarhul au devenit tot mai reci.
Lipsa de fermitate a patriarhului în denunțarea căsătoriei imperiale a provocat o revoltă a călugărilor condusă de egumenul Platon de Sakkoudion și de nepotul său, Teodor Studitul, care au rupt comuniunea cu patriarhul. Conducătorii protestului au fost exilați, dar tulburarea a continuat.
După detronarea lui Constantin de către mama sa, Irina (18 august 797), Teodor Studitul a fost pus în libertate și a reluat comuniunea cu patriarhul. Supus unei presiuni puternice din partea lui Teodor Studitul, patriarhul l-a excomunicat pe preotul Iosif care a oficiat cununia împăratului Constantin și a restabilit astfel pacea cu călugării răzvrătiți.

### Sfârșitul păstoririi sale
Tarasie l-a încoronat în anul 802 ca împărat pe Nicefor, care a detronat-o pe împărăteasa Irina, spre nemulțumirea populației. El a slujit cu loialitate regimurile imperiale, neamestecându-se în intrigile de la curtea imperială, și a dus o viață simplă și ascetică, predicând cu multă râvnă, criticând înclinațiile către lux ale unor clerici și fiind milostiv cu cei săraci.
Reputația patriarhului a avut de suferit din cauza criticilor față de presupusa sa toleranță față de simonie. Pe de altă parte, flexibilitatea dovedită față de trei monarhi foarte diferiți explică menținerea lui Tarasie în funcția de patriarh până la moartea sa. Alegerea ulterioară a laicilor Nichifor și Fotie ca patriarhi ar fi putut fi parțial inspirată de exemplul dat de Tarasie.

## Canonizarea sa
Deși unii cărturari de mai târziu au criticat ceea ce au perceput ca fiind slăbiciunea lui Tarasie în fața puterii imperiale, el continuă să fie venerat în Biserica Ortodoxă pentru apărarea icoanelor și pentru eforturile depuse în slujba păcii și unității Bisericii. Ziua sa de prăznuire este 25 februarie în bisericile ortodoxe și în bisericile catolice de rit bizantin; Tarasie este menționat, de asemenea, ca sfânt în Martirologiul roman pe data de 25 februarie.